# 毛泡桐
毛泡桐（学名：Paulownia tomentosa）为泡桐科泡桐属的植物。以其花紫色，又名紫花泡桐。分布在北美洲、日本、朝鲜、欧洲以及中国大陆的河北、山西、山东、湖北、江西、辽宁、河南、江苏、安徽等地，生长于海拔500米至1,800米的地区。

## 应用
毛泡桐常用作城市绿化和防护林的树种。5-6年成材，材质轻，弹性好，用于制作胶合板、乐器、模型等。叶、花、种子可作为中药材，还可作为饲料和肥料。
一英亩的毛泡桐树每年可以吸收103公吨的二氧化碳, 是解决全球二氧化碳问题的最佳树.

毛泡桐 - Paulownia tomentosa
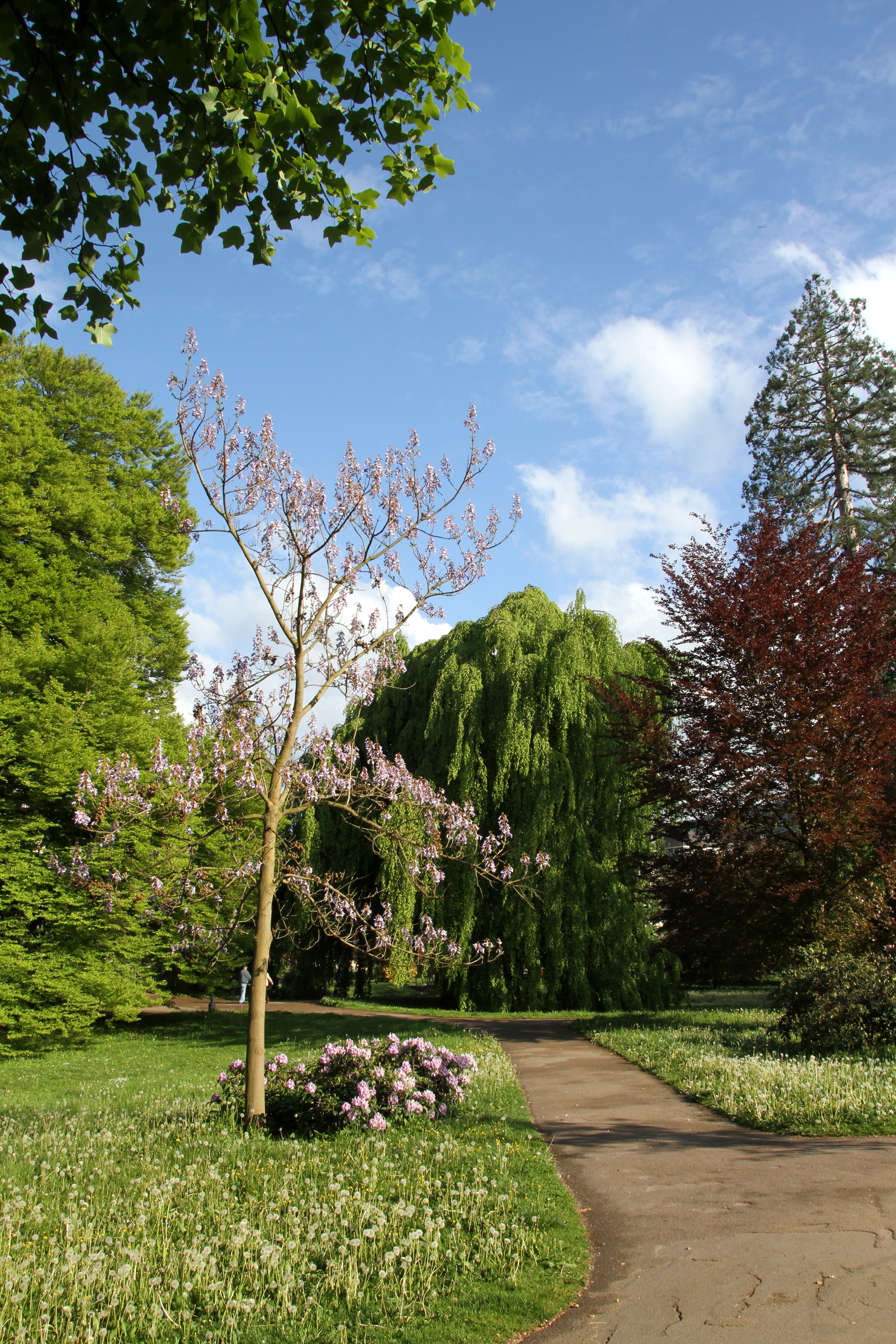
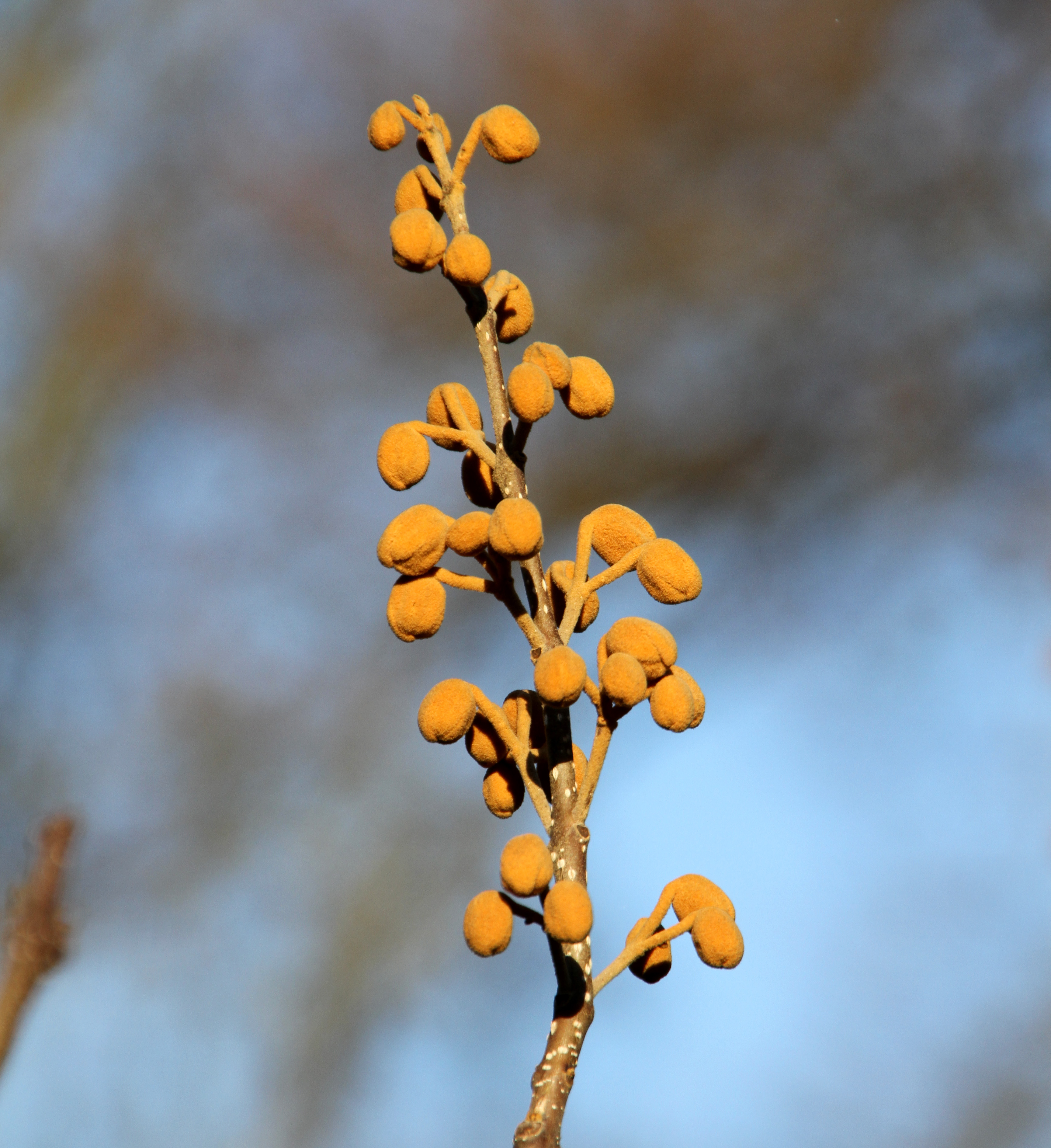
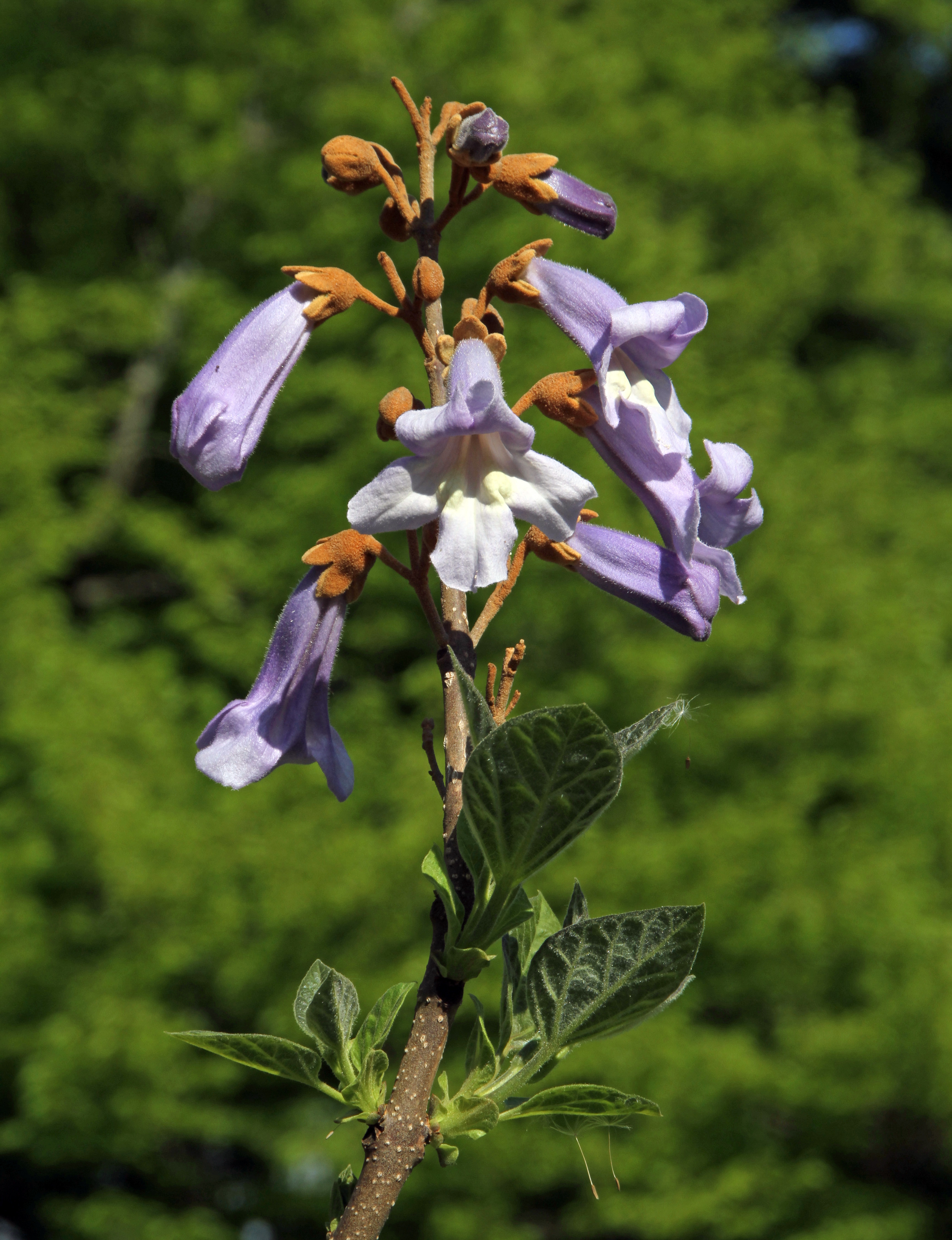
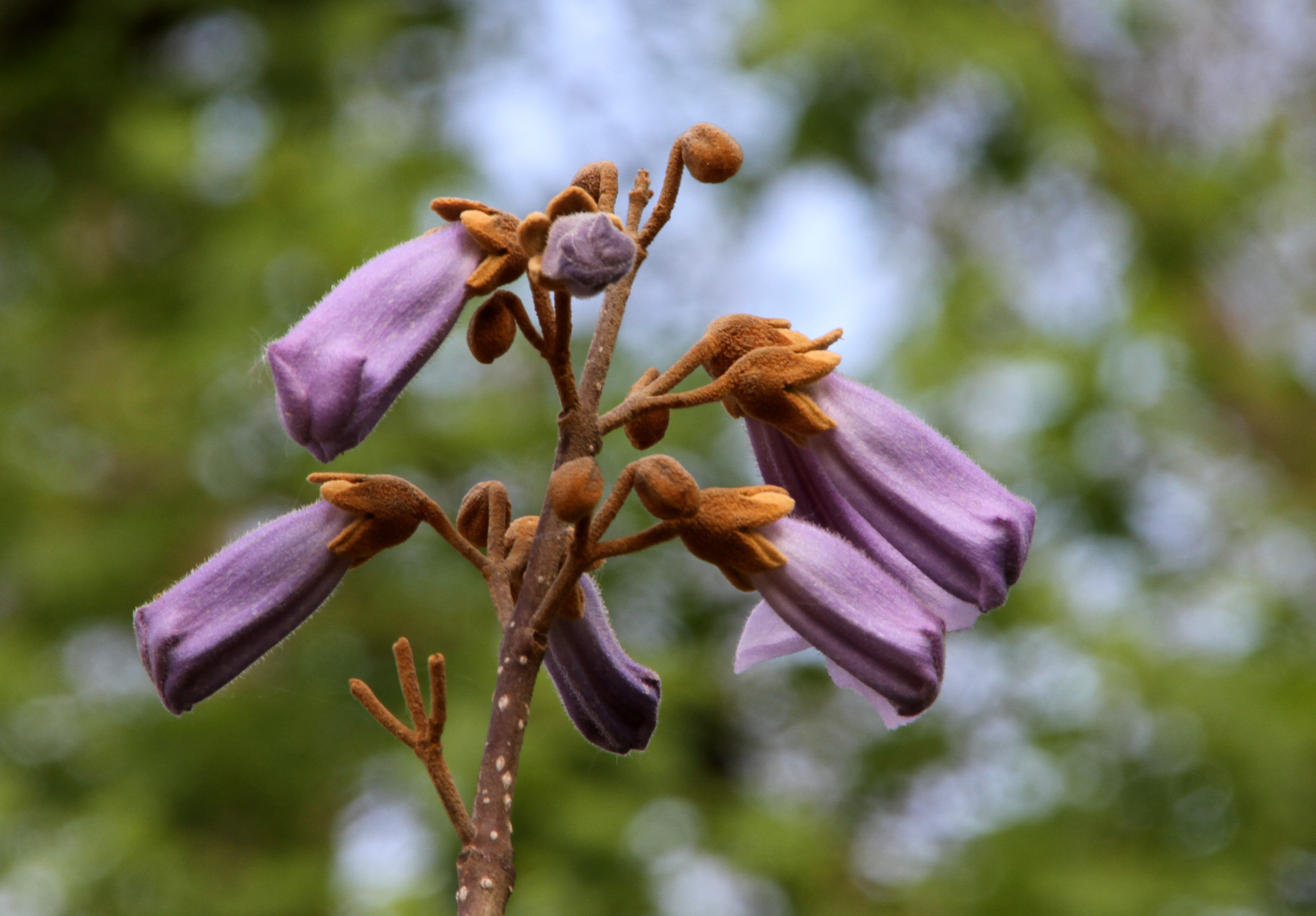
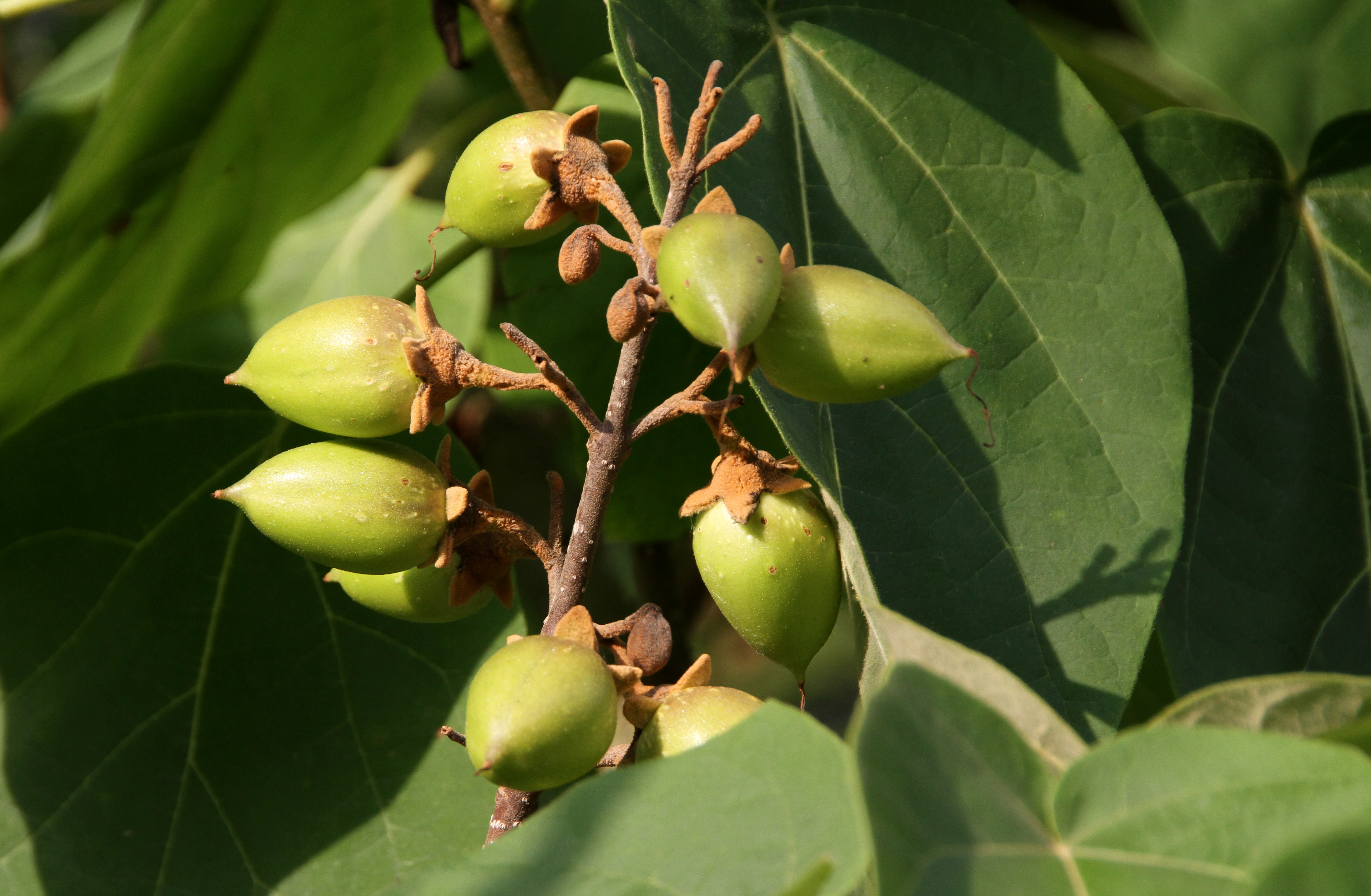
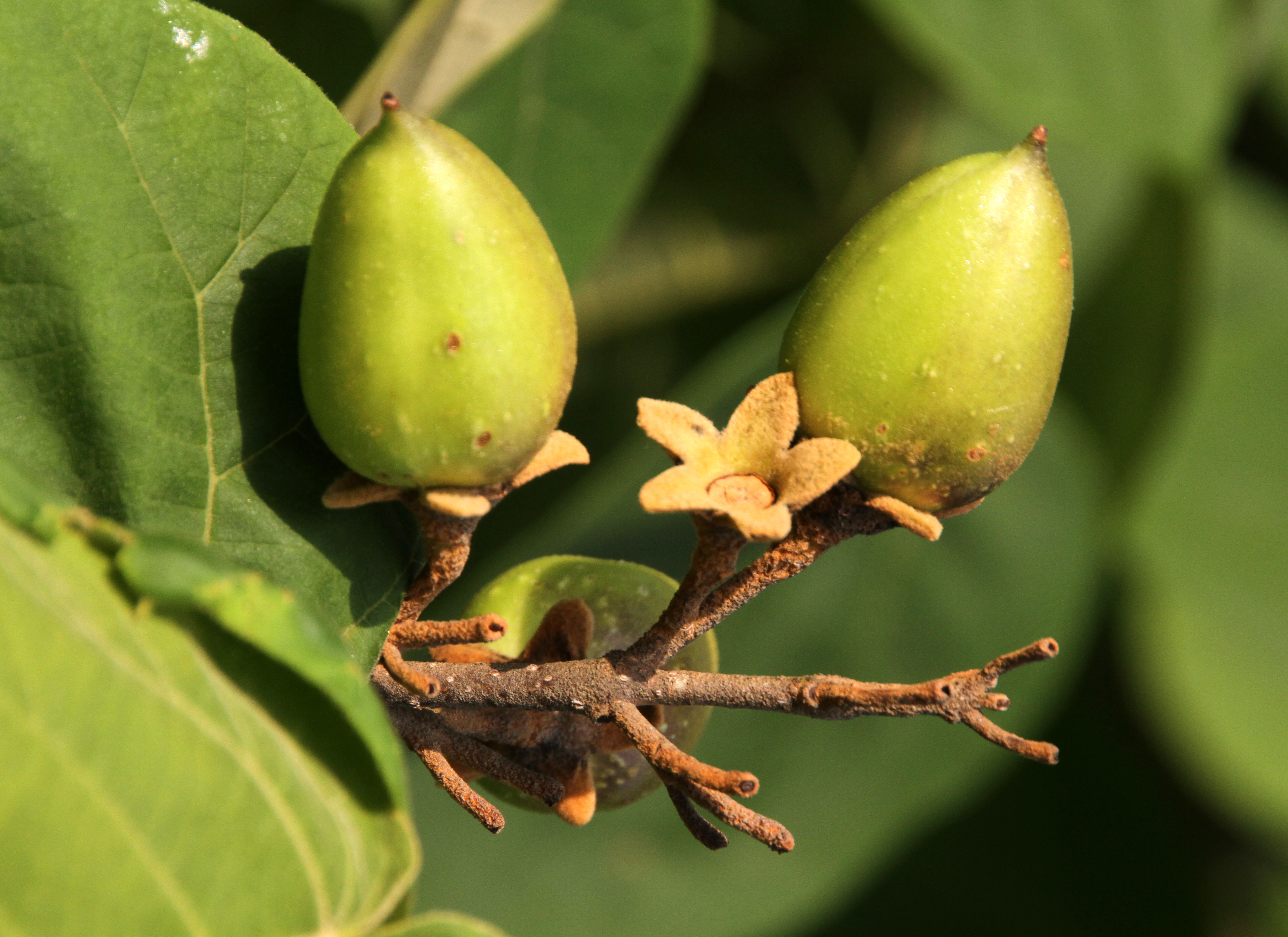

## 外部連結
- 毛泡桐, Maopaotong （页面存档备份，存于） 藥用植物圖像數據庫 (香港浸會大學中醫藥學院) （繁體中文）（英文）
- 泡桐花 Pao Tong Hua （页面存档备份，存于） 中藥標本數據庫 (香港浸會大學中醫藥學院) （繁體中文）（英文）